# Холодильник (сопка)
Со́пка Холоди́льник (высота 257.9, ранее — гора Муравьёва-Амурского) — самая высокая точка в пределах городской черты Владивостока.
Высота над уровнем моря составляет 257 метров, географические координаты: 43°08′43″ с. ш. 131°56′24″ в. д..
Своё нынешнее название сопка получила от находящегося у её подножия крепостного казематированного мясохолодильника, строившегося с 1911 по 1914 г.; до его строительства она носила имя Н. Н. Муравьёва-Амурского.
На горе Холодильник находятся оборонительные укрепления: форт Графа Муравьёва-Амурского Владивостокской крепости, пять литерных крепостных батарей, а также советская батарея № 198 «Холодильник» на четыре 130-мм орудия Б-13-3с. В настоящее время часть укреплений заброшены, другие находятся на территории воинской части.
Геологически сопки Владивостока относятся к южному Сихотэ-Алиню.
На горе находятся трассы, используемые для проведения Открытого чемпионата Дальнего Востока по даунхиллу и кросс-кантри. Также гора используется парапланеристами. Сопка Холодильник — популярное место, посещаемое горожанами: с вершины открываются живописные виды на часть застройки Владивостока и на Амурский залив. Имеются подъезды со стороны улиц Выселковой, Днепровской, Камской.
Также на горе установлены два телекоммуникационных сооружения — вышки: одна для сотовой связи, вторая — для радиовещания (Авторадио, FM 88,3 МГц).
Две вышки принадлежат операторам мобильной связи и эксплуатируются ими. Оборудование сторонних операторов на данных антенно-мачтовых сооружениях располагается на основании договора аренды АМС.